# Matheus Aiás
Matheus Aiás Barrozo Rodrigues (Palmares Paulista, 30 de diciembre de 1996), conocido como Matheus, es un futbolista brasileño que juega como delantero en el F. C. Noah de la Liga Premier de Armenia.

## Carrera
Delantero formado en el Ponte Preta, destacó por haber marcado cuatro goles en otros tantos partidos del campeonato brasileño sub-20.
En 2014, el Granada Club de Fútbol informó de que el jugador llegaba a la entidad en calidad de cedido por una temporada procedente del Fluminense y militaría en las filas que dirigía Joseba Aguado.
En la temporada 2016-17 realizó una buena temporada con el filial del Granada C. F. en el Grupo IV de la Segunda B, consiguiendo una cifra de 16 goles hasta abril de 2017, que fue cedido a la Lorca F. C. hasta el final de la temporada, para reforzar al club lorquino en el playoff de ascenso a Segunda A tras las bajas por lesión de sus delanteros titulares. Más tarde se iría al Club de Fútbol Fuenlabrada donde acabó el año. 
Durante las temporadas 2018-19 y 2019-20, jugaría en las filas del C. D. Mirandés de la Segunda División B de España, con el que logró el ascenso a Segunda División en 2019 y completaría una etapa con 20 goles anotados en las dos temporadas.
El 21 de agosto de 2020 firmó por el Orlando City S. C. de la Major League Soccer.
El 4 de julio de 2021 firmó por el Real Oviedo por una temporada en calidad de cedido, logrando dos goles en los 25 partidos que disputó en la Segunda División. La campaña siguiente siguió jugando en España y en la misma categoría una vez que el Racing de Santander anunció su fichaje por tres años. Tras el primero de ellos llegó a un acuerdo para rescindir su contrato y se marchó a Portugal después de fichar por el Moreirense F. C.
En julio de 2024 fichó por el F. C. Noah armenio.

## Clubes
| Club                             | País           | Año       |
| -------------------------------- | -------------- | --------- |
| Recreativo Granada               | España         | 2015-2017 |
| Lorca F. C. (cedido)             | España         | 2017      |
| C. F. Fuenlabrada (cedido)       | España         | 2017-2018 |
| Valencia C. F. Mestalla (cedido) | España         | 2018      |
| C. D. Mirandés (cedido)          | España         | 2018-2020 |
| Orlando City S. C.               | Estados Unidos | 2020-2022 |
| Real Oviedo (cedido)             | España         | 2021-2022 |
| Racing de Santander              | España         | 2022-2023 |
| Moreirense F. C.                 | Portugal       | 2023-2024 |
| F. C. Noah                       | Armenia        | 2024-     |

## Palmarés

### Títulos nacionales
| Título                  | Club       | País    | Año  |
| ----------------------- | ---------- | ------- | ---- |
| Liga Premier de Armenia | F. C. Noah | Armenia | 2025 |
| Copa de Armenia         | F. C. Noah | Armenia | 2025 |